# زیمنس (یکا)

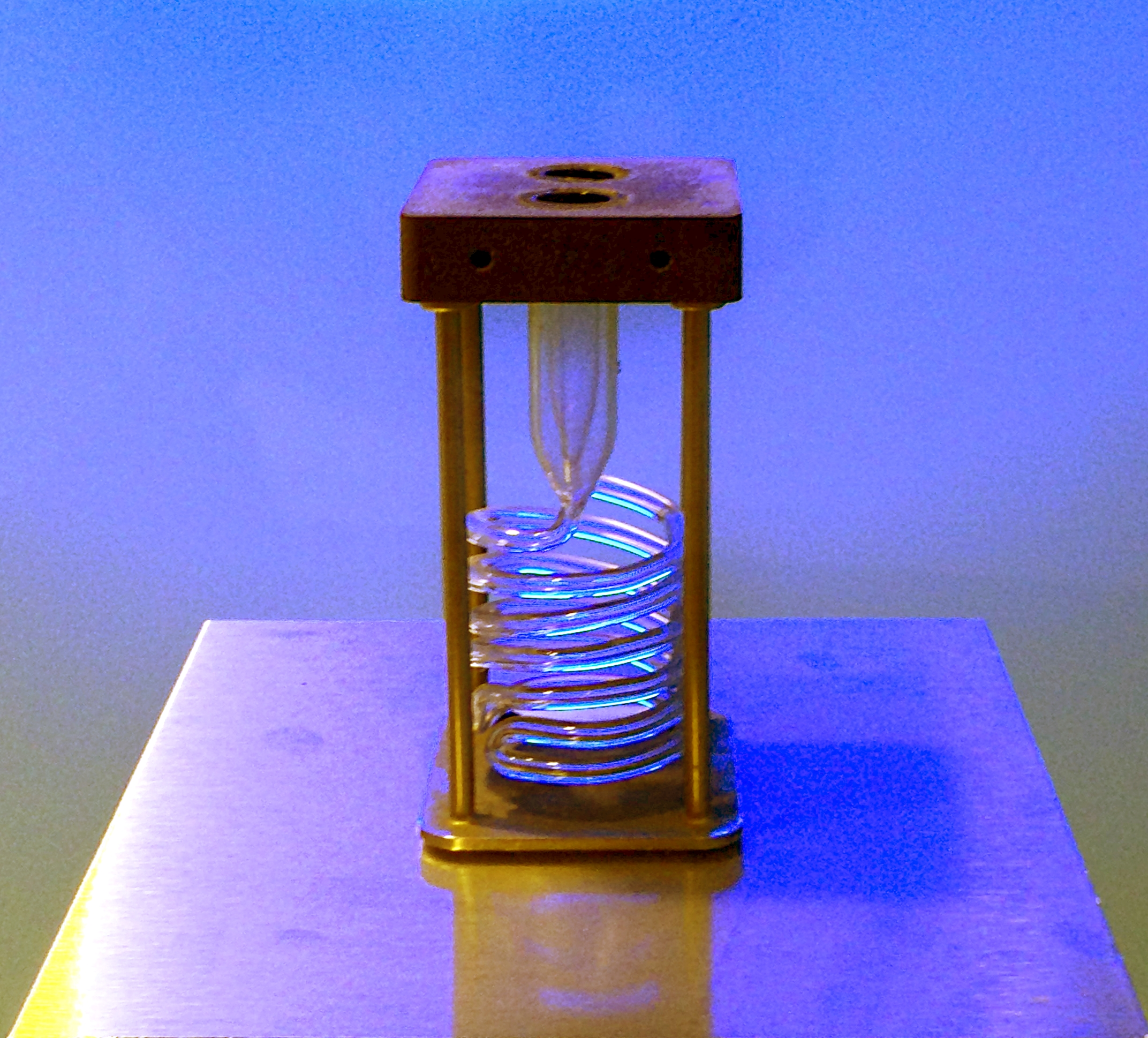
زیمنس (نماد S) یکای رسانایی الکتریکی در سیستم SI

زیمنس (نماد S) یکای رسانایی الکتریکی در سیستم SI است. رسانایی، مفهومی در برابر مقاومت الکتریکی است، بنابراین گاهی به جای زیمنس از «مهو» (برعکس اهم) استفاده می‌شود. این یکا به افتخار ارنست فون زیمنس، مخترع و صنعت‌گر آلمانی نامیده شده‌است.

## تعریف
برای یک ماده یا یک جسم (عموماً یک قطعهٔ الکترونیکی) با مقاومت الکتریکی R، رسانایی G به صورت زیر تعریف می‌شود:
{\displaystyle G={\frac {1}{R}}={\frac {I}{V}},}
که در آن I شدت جریان الکتریکی که از قطعه می‌گذرد و V ولتاژ دو سر آن قطعه است.

## مهو
مهو (به انگلیسی: Mho) نام غیرمعمولی برای همین واحد است و برابر است با معکوس یکای اهم (به انگلیسی: Ohm) که از خواندن واحد اهم از آخر به اول بدست می‌آید. یکای مهو توسط ویلیام تامسون پیشنهاد داده شد. این یکا به‌طور رسمی در کنفرانسی به سال ۱۸۸۱ میلادی به زیمنس تغییر نام داده و جایگزین معنای قدیمی واحد زیمنس شد.